# Catedrala Sfântul Egidiu din Graz

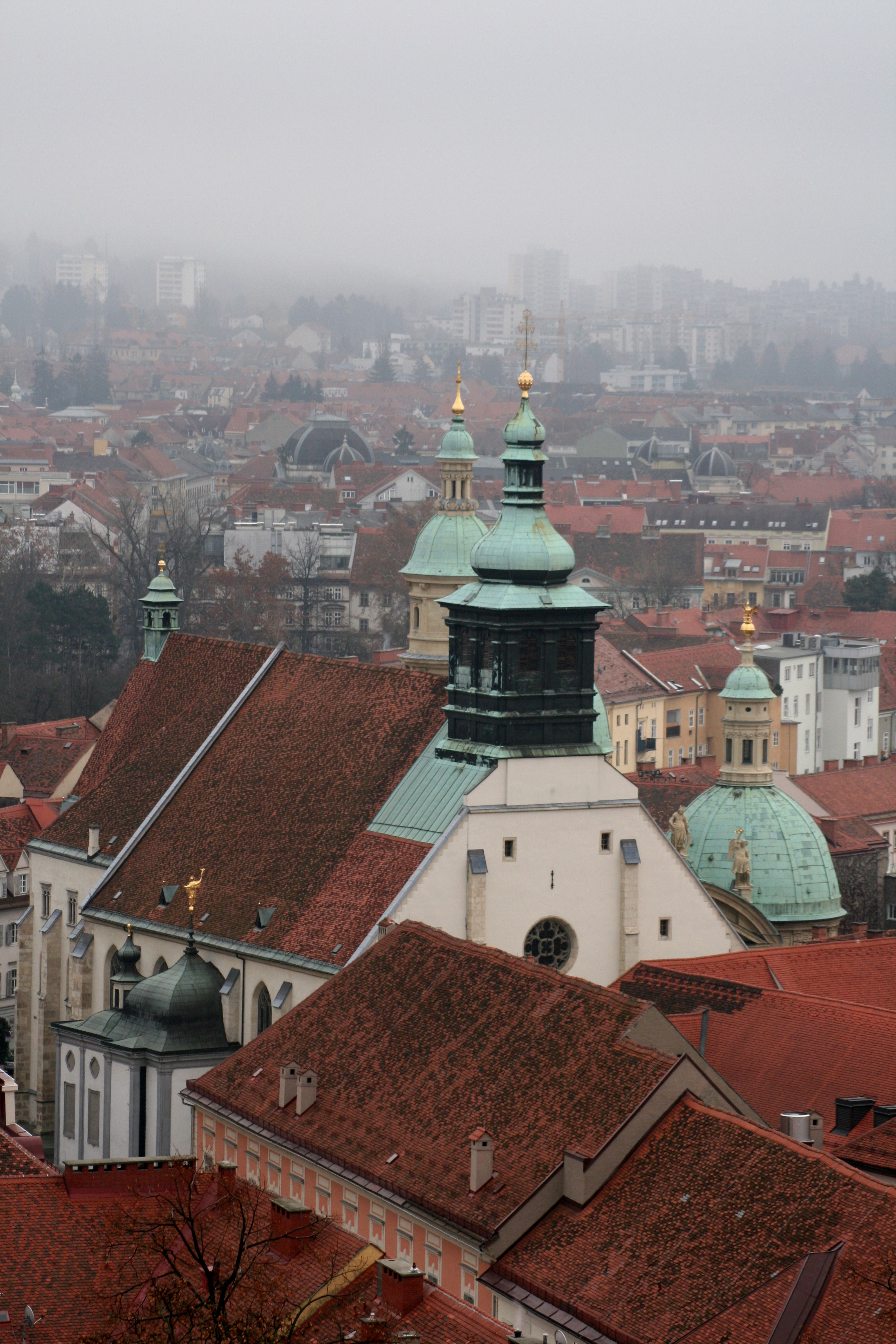
Catedrala văzută de la înălţimea cetăţii Schloßberg

Catedrala Sfântul Egidiu este cea mai importantă biserică romano-catolică din orașul Graz (Austria), îndeplinind funcția de catedrală a Diecezei de Graz-Seckau. Ea are și funcția de parohie (Graz-Dom) în Decanatul Graz-Mitte al diecezei sus-menționate.
Domul este considerat ca fiind una dintre clădirile cele mai importante din punct de vedere istoric, artistic și cultural din orașul austriac Graz și din întreaga provincie Stiria. Construcție în stilul gotic târziu din secolul al XV-lea, a devenit biserică de curte a împăratului romano-german Frederic al III-lea și în 1786, când s-a înființat Episcopia din Graz, a primit rangul de catedrală. Construcție religioasă, inițial planificată ca o biserică fortificată în afara zidurilor orașului medieval, se afla pe un teren crescute între Bürgergasse și Burggasse. Catedrala formează, împreună cu mausoleul imperial vecin, castelul și teatrul, ansamblul orașului imperial Graz.

## Istoric

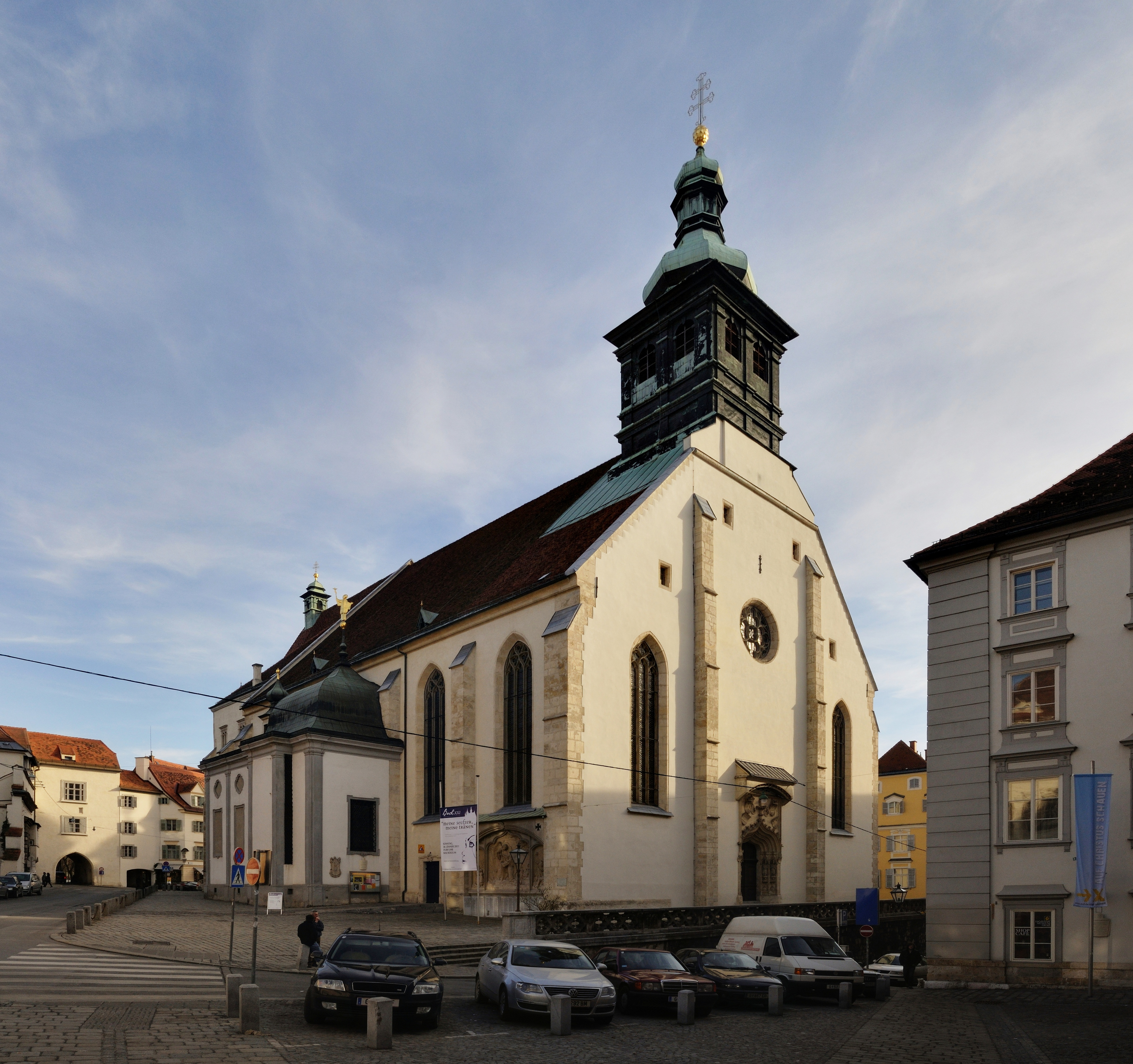
Vedere dinspre nord-vest

Domul din Graz este dedicat Sfântului Egidiu și, prin urmare, este cunoscut, de asemenea, sub numele Catedrala Sf. Egidiu. O primă biserică cu hramul Sf. Egidiu s-a aflat încă din secolul al XII-lea pe locul catedralei de astăzi. Prima atestare documentară datează din 1174, iar primul paroh din Graz a fost numit în 1181. Cu toate acestea, din această primă biserică nu s-a mai păstrat nimic.
Odată cu începerea construirii în 1438 a palatului Grazer Burg de către împăratul Frederic al III-lea, s-a inițiat și înălțarea unei biserici de curte. Din această perioadă provine și pasarela dintre castel și catedrală, care nu mai există astăzi. Ca și la toate celelalte clădiri construite sub Frederic al III-lea, pot fi găsite în Catedrala Graz litere gravate sau pictate (celebrul acronim A.E.I.O.U.) și cifre reprezentând anul inaugurării: 1438 în fosta sacristie, 1450 în seiful cor (?), 1456 la portalul de vest și 1464 la pictura bolții. Prin urmare, anul 1464 este acceptat ca fiind anul finalizării lucrărilor. Din anul 1441 datează un document, emis de împăratul Frederic al III-lea, referitor la târgul ce avea loc aici la 1 mai a fiecărui an, dată care este asociată și cu fostul festival al bisericii. Prin urmare, 1 mai este sărbătorit în prezent ca aniversare a a sfințirii catedralei.
Meșterul constructor a fost, probabil, șvabul Hans Niesenberger.
În 1564 a devenit biserică de curte și din 1573 biserică parohială (o funcție pe care a preluat-o în 1585 de la fosta biserică dominicană, actuala biserică parohială orășenească); în 1577 biserica a fost cedată iezuiților. În 1615 a urmat construirea unui sacristii; între 1617 și 1667 au fost construite în total patru capele noi: capela ciumei, capela Mater Dolorosa, capela Sf. Francisc Xavier și capela Crucii. În 1678 a fost amenajată o criptă sub biserică, dar în 1783 a fost astupat accesul în criptă din interiorul bisericii. În 1786 biserica a fost ridicată la rangul de "catedrală".
1831, dig a Bürgergasse a fost înlocuit înapoi cu un zid terasă și scara principală și îndepărtat coridorul conectarea la colegiul iezuit. 1853/1854 a fost făcută de demolare a tranziției compus două etaje de la catedrală la castel. În perioada 1962-1963 s-a realizat o reproiectare extinsă a interiorului bisericii în conformitate cu planurile lui Karl Raimund Lorenz. A fost amplasată o nouă masă a altarului fără picioare și s-a eliminat grilajul din fier forjat între naos și prezbiteriu.
După ce o criptă existentă în catedrală sub Capela Mariei și sub Capela Crucii a fost adaptată ca un nou spațiu de înmormântare pentru episcopi de Graz-Seckau, a fost realizat în 2010 transferarea rămășițelor pământești ale episcopilor decedați din Mausoleul împăratului Frederic al II-lea în noua criptă episcopală.